# Heeckerens en Bronckhorsten
De Heeckerens en Bronckhorsten waren twee partijen die hun naam hebben gegeven aan de onderlinge twisten in het hertogdom Gelre van de veertiende eeuw.
De oorzaak van deze twisten was gelegen de in opvolging van hertog Reinald II van Gelre. Deze overleed in 1343 en liet twee zoons na, Reinald en Eduard. Hoewel Reinald als oudste voor de hertogstitel in aanmerking kwam, werd deze hem door Eduard betwist. Aangezien Reinald bij het overlijden van zijn vader slechts 10 jaar oud was, zullen het eerder krachten achter de beide jongens zijn geweest die hun kans schoon zagen en een van beide broers voor hun karretje spanden. De partij rond Reinald werd aangevoerd door Frederik van Heeckeren van der Eze (-1386), en die rond Eduard door Gijsbert V van Bronckhorst (1328-1356), vandaar de term “Heeckerens en Bronckhorsten”.
De Bronckhorsten waren ook partijgangers van Eleonora, de weduwe van Reinald II, terwijl de grote Gelderse steden zich achter de Heeckerens opstelden.
In 1361 wist Eduard zijn broer gevangen te nemen, waarna hij als hertog erkend werd. Hij slaagde erin op goede voet met de steden te komen en zo de rust te herstellen.
Tien jaar later, in 1371, kwam Eduard te overlijden in de slag bij Baesweiler, zodat Reinald weer hertog werd. Hij stierf echter nog in hetzelfde jaar. Daar beide broers geen wettige kinderen nalieten brak hierop de Gelderse successieoorlog uit. In deze oorlog kozen de Heeckerens partij voor Mechteld van Gelre, dochter van Reinald II, en de Bronckhorsten voor Maria van Gelre, eveneens een dochter van Reinald II. Uiteindelijk deed Mechteld in 1379 afstand van haar rechten en werd Willem I, zoon van Maria, hertog.
De twisten tussen de Heeckerens en de Bronckhorsten vallen samen met de partijtwisten in andere gewesten, zoals de Hoekse en Kabeljauwse twisten in Holland, de Lichtenbergers en Fresingen in Utrecht, de Schieringers en Vetkopers in Friesland en Groningen en de Klauwaerts en Leliaerts in Vlaanderen.